# Gilles Bouhours
Gilles Bouhours (Bergerac, 27 novembre 1944 – Seilhan, 26 febbraio 1960) è stato un veggente francese.
È conosciuto soprattutto poiché il 1º maggio 1950 riferì a Pio XII un presunto messaggio che la Vergine Maria gli avrebbe ordinato di comunicare al papa sul dogma dell'Assunzione. Si narra che, durante l'Anno Santo del 1950, Pio XII avrebbe chiesto a Dio un segno che potesse rassicurarlo che il dogma dell'Assunzione della Vergine fosse voluto effettivamente da Dio: quando Gilles comunicò il messaggio a Pio XII, questi considerò tale messaggio il segno tanto sperato. Sei mesi dopo l'udienza privata concessa a Gilles dal Pontefice, lo stesso Pio XII proclamerà il dogma dell'Assunzione al Cielo in anima e corpo della Beata Vergine Maria.

## Biografia
Gilles nacque il 27 novembre 1944 da una famiglia del dipartimento della Mayenne. Il padre, Gabriel Bouhours, classe 1913, era di professione idraulico e la madre Madeleine, nata nel 1911, era casalinga, da cui nacquero cinque figli: Gilles era il terzogenito. All'età di nove mesi gli fu diagnosticata la meningoencefalite (meningite con encefalite), una malattia che a quel tempo era spesso fatale, poiché non esistevano medicine e cure realmente efficaci per combattere tale malattia.
Per questo, una suora delle Piccole Sorelle dei Poveri, che era un'amica di famiglia, diede ai genitori di Gilles due immagini di santi con reliquie da mettere sotto il cuscino del piccolo Gilles: una era un santino con reliquia di Santa Teresa del Bambino Gesù (1873-1897) e l'altra immagine era di un missionario. Trascorsero tre notti senza che però si potesse avvertire alcun miglioramento nel bambino. La quarta notte, invece, i genitori trovarono Gilles guarito, con una respirazione normale e con la febbre completamente scomparsa.

### L'inizio delle apparizioni
Nel 1947 la famiglia Bouhours viveva ad Arcachon, nel sud-ovest della Francia. Il piccolo Gilles aveva due anni ed appariva un bambino normale, del tutto simile agli altri suoi coetanei. Il 30 settembre 1947 Gilles affermò di aver avuto una visione della Vergine Maria, a cui ne seguirono molte altre. In una di queste visioni, Gilles riportò che la Vergine gli avrebbe chiesto di recarsi ad Espis, a nord di Moissac, nel dipartimento di Tarn-et-Garonne nella diocesi di Montauban. In questo luogo vi furono tre bambini - e subito dopo un uomo di 40 anni - che dichiararono di aver visto la Madonna nel 1946.
Questi presunti veggenti furono subito oggetto di indagine da parte della diocesi. Il 12 dicembre 1946 il vescovo locale, Mons. Pierre-Marie Théas, palesò in una lettera privata una sua prima opinione concernente le presunte apparizioni dei tre bambini e del quarantenne, ritenendoli non degni di fede e pertanto reputando le apparizioni non vere. Va rammentato che questo giudizio privato del vescovo Théas riguardava esclusivamente i presunti veggenti del luogo e non Gilles, il quale non fu oggetto di indagine, ma a causa della sua associazione con il luogo verrà presto coinvolto nella vicenda e associato ai presunti veggenti.
Sei mesi dopo, il 4 maggio 1947, il vescovo ufficializzerà il suo giudizio negativo, minacciando di sospendere "a divinis" qualsiasi sacerdote che avesse celebrato la Messa a Espis. Durante questo periodo, riferisce Gilles, la Madonna gli confermò di osservare la decisione del vescovo, non partecipando a nessuna messa che si fosse celebrata a Espis. Anche qui va ricordato che la sentenza ufficiale del vescovo locale avverso i 4 presunti veggenti di Espis risaliva al 4 maggio 1947, mentre lo stesso Gilles non visitò Espis se non a partire dal 13 ottobre di quell'anno, pertanto la decisione del vescovo sull'autenticità delle presunte apparizioni non riguardava in alcun modo le apparizioni di Gilles.
Quando monsignor Théas lasciò la diocesi, subentrò monsignor Louis de Courrèges d'Ustou, che, il 1 febbraio 1950, istituì una nuova commissione d'inchiesta sui 4 presunti veggenti. Le sue conclusioni furono che si trattava di autosuggestione ed allucinazioni, escludendo ogni possibile origine soprannaturale. Sebbene Gilles non fosse stato annoverato tra i presunti veggenti di Espis colpiti dal decreto del vescovo locale, fu comunque coinvolto nella vicenda. Tali accuse saranno di grande impedimento a Gilles per l'ottenimento di un'udienza privata da Pio XII.

### Il messaggio riservato a Pio XII

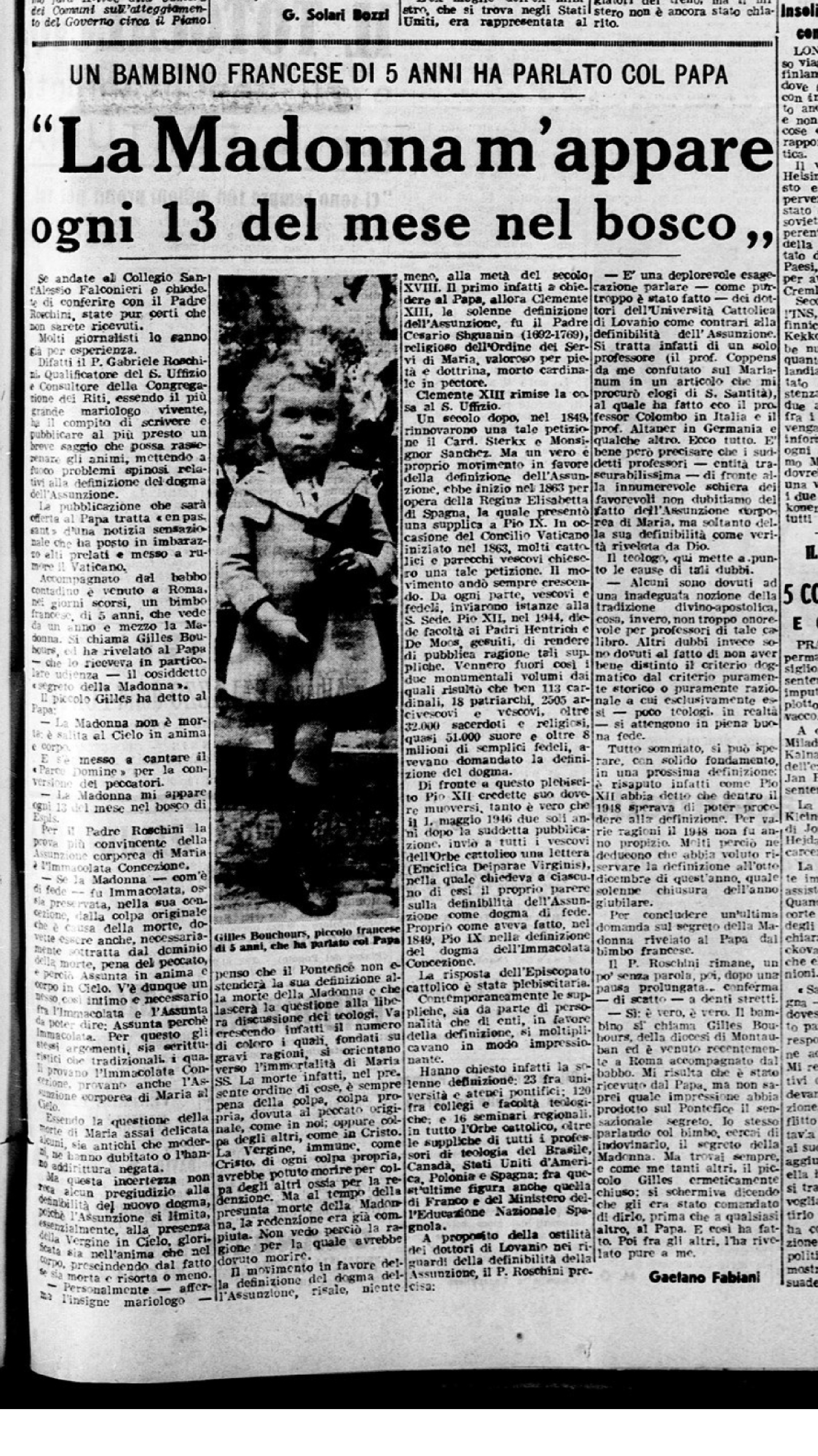
Articolo de Il Giornale D'Italia pubblicato il 10 giugno del 1950 che parla dell'incontro tra Gilles e papa Pio XII

Il 13 dicembre 1948, Gilles riferisce che la Vergine Maria gli confidò un segreto riservato al Papa. Dopo le ripetute richieste della Madonna, come riporta Gilles, come anche delle insistenze da parte di Gilles stesso, viene infine organizzato un primo viaggio a Roma, nonostante le difficoltà economiche relative al costo del viaggio, essendo una famiglia di mezzi molto modesti. A questo viaggio parteciperanno solo Gilles e suo padre.
Il 12 dicembre 1949, Gilles e suo padre incontrarono Papa Pio XII in udienza non privata. In quel giorno, pertanto, il bambino non rivelerà al Papa il segreto, giacché la Madonna gli aveva indicato di far conoscere solo a lui tale messaggio. Gilles resterà deluso per l'accaduto, ma ben lungi dal desistere dal consegnare il messaggio in privato al papa.
Viene così organizzato un secondo viaggio, che viene inizialmente bloccato a causa del ricevimento di una lettera che negava la possibilità per Gilles di poter ottenere una seconda udienza dal Papa a causa delle condanne dei Vescovi locali avverso i 4 presunti veggenti di Espis. Queste condanne impropriamente venivano allargate anche al piccolo Gilles, dato che il bambino non veniva nominato da questi decreti. Dopo varie vicissitudini, il bambino e suo padre riescono finalmente a recarsi a Roma alla fine di aprile: così, il 1º maggio 1950, papa Pacelli ricevette il piccolo Gilles in un'udienza privata. Solo dopo averlo esposto al papa, Gilles comunicò il messaggio anche ad altre persone, che consisteva nel seguente testo: "La Beata Vergine Maria non è morta; è salita al cielo con il suo corpo e la sua anima". L'evento della visita privata di un bambino di 5 anni con il Papa non passò inosservato, tanto che il 10 giugno 1950 un giornalista del Giornale d'Italia, Gaetano Fabiani, pubblicava un lungo articolo (che citava altresì il segreto di Gilles) intitolato "Un bambino francese di 5 anni ha parlato col Papa".
Successivamente all'incontro privato di Gilles con il Papa, apparvero anche altri articoli su vari giornali che descrissero l'incontro tenuto tra Gilles e il pontefice come il caso del piccolo Gilles. Invero, la frase di Gilles fu una locuzione abbastanza semplice e breve, tuttavia fu considerata, secondo diverse fonti ben informate, come il segno che Pio XII aveva richiesto e attendeva da Dio per confermare la proclamazione del dogma dell'Assunzione. Ottenuto il segno richiesto, papa Pio XII proclamerà il dogma dell'Assunzione della Beata Vergine Maria esattamente 6 mesi dopo l'incontro con Gilles (il 1º novembre 1950).
Dopo il compimento della missione di Gilles nel trasmettere il messaggio al Papa, dal 1950 al 1958 Gilles dichiarerà di essere ancora visitato a intervalli regolari dalla Madonna. Il 15 agosto 1958, secondo quanto detto da Gilles, la Vergine gli apparve per l'ultima volta. Gilles morirà il 26 febbraio 1960, a 15 anni, dopo una breve malattia. Alcuni medici asserirono che la morte fu cagionata da una crisi d'uremia, mentre altri reputarono che si trattasse di asma; in ogni caso, non ci fu mai una spiegazione sicura delle ragioni che condussero alla morte il piccolo Gilles.

## La commissione diocesana d'inchiesta per il processo di beatificazione
Una commissione diocesana d'inchiesta è stata aperta nel 2014 da mons. Robert Le Gall, arcivescovo di Tolosa, in vista della possibile futura beatificazione di Gilles Bouhours.